# The Next Day (chanson)
Singles de David Bowie
The Stars (Are Out Tonight)
(février 2013) Valentine's Day
(août 2013)
Pistes de The Next Day
Dirty Boys
(2)
The Next Day est une chanson de David Bowie parue en 2013 sur l'album The Next Day.
Elle constitue le troisième single tiré de l'album, après Where Are We Now? et The Stars (Are Out Tonight). Son clip, réalisé par Floria Sigismondi, suscite la controverse pour sa représentation satirique du christianisme.

## Description
Nicholas Pegg inscrit The Next Day dans la lignée de plusieurs chansons de Bowie ayant pour thème un condamné dans le couloir de la mort : Bars Of The County Jail (vers 1965), Wild Eyed Boy from Freecloud (1969) ou I Have Not Been to Oxford Town (1995). Tony Visconti la résume en indiquant que le personnage principal est un prélat catholique. Bowie semble bien de fait s'en prendre à l’Église catholique, perçue comme une organisation corrompue et opprimante, mais au delà à la montée du puritanisme des années 2010. La charge est ici bien plus violente que l'ironie avec laquelle il évoquait furtivement un prêtre dans Five Years ou dans Soul Love en 1972 :  
« And the priest stiff in hate, now demanding fun begins
Of his women dressed as men for the pleasure of that priest. »
« Et le prêtre raide de haine, qui maintenant demande que la fête commence
De ses femmes vêtues en homme pour le plaisir de ce prêtre. »
Plus loin le prélat incite ses fidèles à pendre, écarteler brûler et mettre en pièces un homme : 
« They chase him through the alleys chase him down the steps
They haul him through the mud and they chant for his death
And drag him to the feet of the purple-headed priest. »
« Ils le poursuivent dans les ruelles, le poursuivent dans les escaliers

Ils le traînent dans la boue et ils chantent à sa mort
Et le jettent aux pieds du prêtre à la tête violette. »

## Clip vidéo
La sortie du clip, qui accentue sans ambages le message, engendre à partir du 8 mai 2013 un bref tollé dans les médias. You Tube retire la vidéo deux heures plus tard, puis convient de son erreur et la restaure ; l'archevêque de Canterbury, des membres de l’Église catholique manifestent leur désapprobation. 
Il a été réalisé le mois précédent par Floria Sigismondi dans le bâtiment de la Légion américaine à New York. La scène se déroulent dans un bar ou un bordel nommé le Decameron. Gary Oldman (un prêtre débauché), Marion Cotillard (une prostituée) entourent Bowie avec de nombreux personnages secondaires inspirés de l'imaginaire catholique en tenue médiévale : Sainte Lucie de Syracuse, reconnaissable à ses globes oculaires énucléés lors de son martyre et portés dans un plateau, Jeanne d'Arc en armure, un flagellant, un cardinal, Sainte Agnès, qui cache sa nudité derrière ses cheveux longs, Sainte Agathe, aux seins torturés, etc. Bowie porte une robe de franciscain. Le cardinal et le prêtre transpirent l'avarice et la perversité, vendant des indulgences, faisant danser les femmes devant leurs yeux concupiscents.

## Enregistrement
Les instruments sont enregistrés le 2 mai 2011, au tout premier jour des sessions de l'album, et la voix de Bowie fixée le 16 mars 2012.

## Musiciens
- David Bowie : chant, guitare, arrangement des cordes
- David Torn : guitare
- Gail Ann Dorsey : basse
- Gerry Leonard (en) : guitare
- Zachary Alford : batterie
- Tony Visconti : arrangement des cordes, mixage, production
- Maxim Moston, Antoine Silverman, Hiroko Taguchi, Anja Wood : cordes